# Brownsboro Farm (Kentucky)
Brownsboro Farm es una ciudad ubicada en el condado de Jefferson, Kentucky, Estados Unidos. Según el censo de 2020, tiene una población de 640 habitantes.
Forma parte del área metropolitana de Louisville.

## Geografía
La localidad está ubicada en las coordenadas 38°18′13″N 85°35′35″O / 38.30361, -85.59306 (38.303624, -85.593025). Según la Oficina del Censo de los Estados Unidos, Brownsboro Farm tiene una superficie total de 0.59 km², correspondientes en su totalidad a tierra firme.

## Demografía
Según el censo de 2020, el 90.94% de los habitantes son blancos, el 1.25% son afroamericanos, el 2.03% son asiáticos, el 0.31% son de otras razas y el 5.47% son de una mezcla de razas. Del total de la población, el 2.81% son hispanos o latinos de cualquier raza.